# Wingdings
Wingdings — це серія шрифтів-дингбатів, які відтворюють літери як різні символи. Розроблені в 1990 році компанією Microsoft шляхом об'єднання гліфів від Lucida Icons, Arrows, та Stars, ліцензованих Чарльзом Бігелоу та Крісом Холмсом. Певні версії рядка авторських прав на шрифт включають посилання на Type Solutions, Inc., виробника інструменту, який використовується для підказки шрифту.
У той час жоден із символів не існував в Unicode; однак Unicode схвалив додавання багатьох символів у шрифти Wingdings і Webdings у Unicode 7.0.

## Wingdings
Wingdings — шрифт-дингбат TrueType, який включено до всіх версій Microsoft Windows від версії 3.1 до Windows Vista/Server 2008, а також до низки програмних пакетів тієї епохи.
Торгова марка Wingdings належить корпорації Майкрософт, а дизайн і порядок гліфів отримали патент США на дизайн D341848 у 1993 році. Термін дії патенту закінчився в 2005 році.
Цей шрифт містить багато загальновизнаних форм і жестів, а також деякі визнані світові символи, такі як зірка Давида, знаки зодіаку, типографічні покажчики, жести руками та різновиди амперсандів.

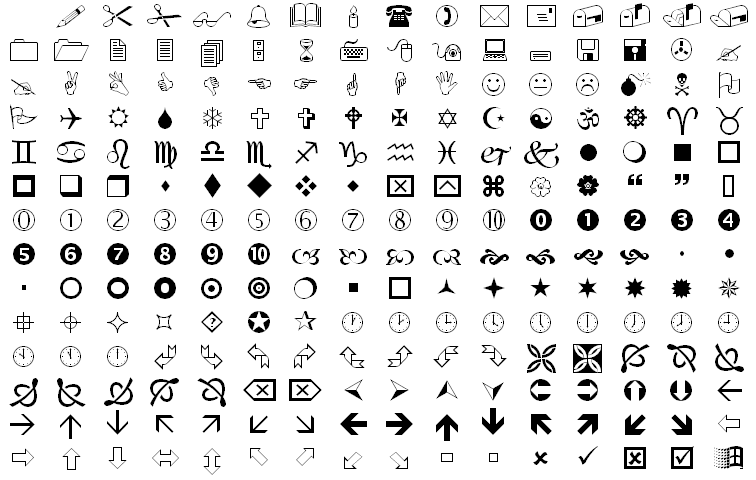
Мозаїка символів Wingdings

## Wingdings 2

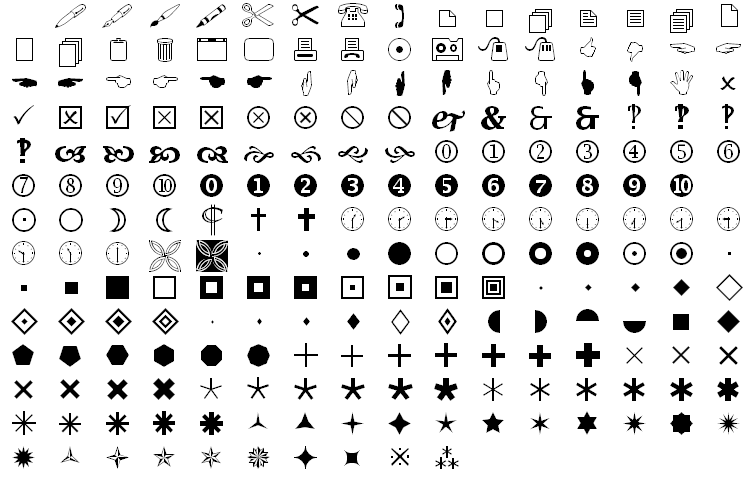
Мозаїка символів Wingdings 2

Wingdings 2 — шрифт-дингбат TrueType, який поставляється з різними програмами Microsoft, включаючи Microsoft Office до версії 2010. Шрифт був розроблений у 1990 році компанією Type Solutions, Inc. Поточним власником авторських прав є корпорація Microsoft. Серед особливостей Wingdings 2 — 16 форм індексів, обрамлені альфанумеричні символи від 0 до 10, кілька форм амперсанда та інтерробангу, кілька геометричних фігур і астеризм.

## Wingdings 3

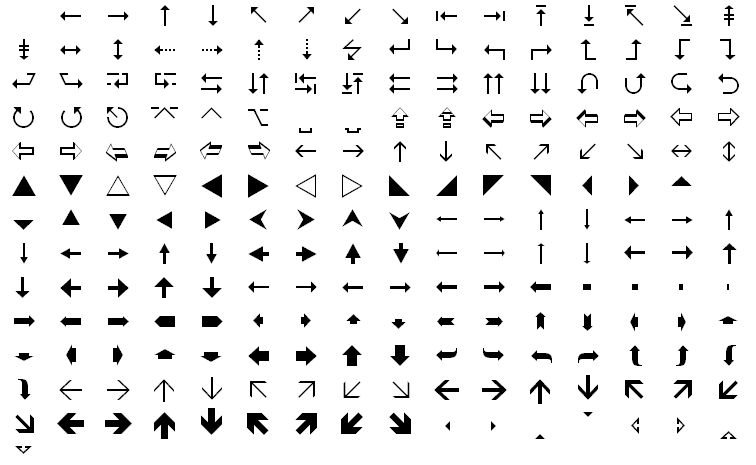
Мозаїка символів Wingdings 3

Wingdings 3 — це шрифт-дингбат TrueType, що поширюється разом із Microsoft Office (до версії 2010) та деякими іншими продуктами Microsoft.
Шрифт спочатку був розроблений у 1990 році компанією Type Solutions, Inc., і в даний час власником авторських прав є Microsoft Corporation. Wingdings 3 майже повністю складається з варіацій стрілок і містить багато символів для клавіш, як визначено у стандарті ISO/IEC 9995-7.

## Контроверсія

«NYC» у Wingdings

У 1992 році, лише через кілька днів після випуску Windows 3.1, було виявлено, що символи «NYC» на позначення Нью-Йорку у Wingdings відображені як символи черепа та схрещених кісток, зірки Давида та жесту піднятого великого пальця. Часто кажуть, що це антисемітське повідомлення, яке стосується великої єврейської громади у Нью-Йорку. Microsoft рішуче заперечувала, що це було навмисно, і наполягала на тому, що остаточний порядок гліфів у шрифті був переважно випадковим. «NYC» у пізніше випущеному шрифті Webdings було навмисно відображено як око, серце та міський горизонт, посилаючись на логотип I Love New York.

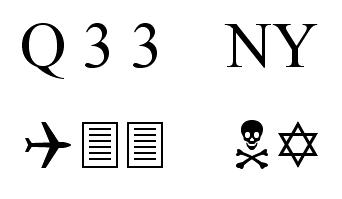
«Q33 NY» у Wingdings

Після 11 вересня 2001 року було розповсюджено електронний лист. У ньому стверджується, що якщо у Wingdings написати код «Q33 NY», який був, згідно з листом, номером рейсу першого літака, що врізався у Вежі-близнюки, то шрифт покаже послідовність символів літака, що летить на два прямокутних аркуша (які можна інтерпретувати як хмарочоси) за якими слідує символ черепа та схрещених кісток і зірка Давида. Це було містифікацією; бортові номери літаків, які врізалися в вежі, були AA11 і UA175; хвостові номери були N334AA і N612UA.